# Oscar Huguenin
Oscar Huguenin, né le 18 décembre 1842 à La Sagne et mort le 13 février 1903 à Boudry, est un illustrateur, écrivain et instituteur suisse. Il est, par sa grand-mère, le cousin de Louis Favre.

## Biographie
Fils d'horloger, Oscar Huguenin effectue un apprentissage d'horloger puis travaille brièvement aux côtés de son père, de son frère aîné et de sa sœur dans l'atelier familial. Sans goût pour le métier, il se réoriente rapidement et s'inscrit aux examens d’État afin de devenir instituteur. En 1861, fraîchement diplômé, Oscar Huguenin est nommé régent à Bôle où il reste en fonction jusqu'en 1871. Cette année-là, il se blesse lourdement et durablement. Désormais, il doit se contenter de donner des leçons ponctuelles, de français et de dessin, un peu partout sur le littoral neuchâtelois.
En 1875, Oscar Huguenin épouse Anna Engwiller, fille du chancelier du canton d'Appenzell. Le mariage est de courte durée car Anna meurt des suites de la naissance de la première fille du couple : Laura. Jeune veuf, Oscar Huguenin s'installe à Boudry, dans la maison où vivent déjà sa mère et son frère, Jules. Il se remarie en 1883 avec la sœur aînée de sa première femme : Elisabetha.
C'est à partir de ces années-là, que, désormais âgé d'une quarantaine d'années, Oscar Huguenin développe une activité artistique et littéraire. Entre 1885 et 1907, il signe et illustre dix romans populaires et cinq nouvelles. Il livre également au public neuchâtelois deux recueils de dessins et de croquis ainsi que de nombreuses cartes postales,. Oscar Huguenin est aussi l'auteur d'une série de dessins consacrés à la retraite de l'armée Bourbaki. De plus, les travaux d'Oscar Huguenin illustrent les œuvres de plusieurs de ses contemporains comme T. Combe, Louis Favre ou Auguste Châtelain ainsi que diverses revues neuchâteloises telles que le Musée neuchâtelois ou Le Rameau de sapin.
Oscar Huguenin décède en 1903, à l'âge de soixante ans, reconnu par ses contemporains comme le grand conteur romantique du pays de Neuchâtel.

## Œuvres publiées

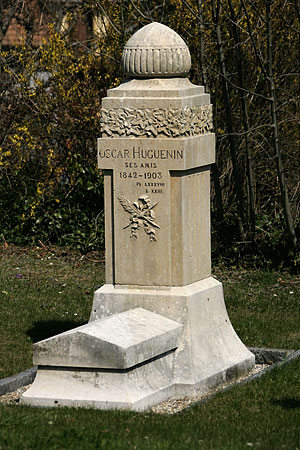
Pierre tombale d'Oscar Huguenin

- L'Armurier de Boudry : une histoire du vieux temps, Neuchâtel, Delachaux & Niestlé, 1885.
- Les Aventures de Jacques Gribolet, Neuchâtel, Delachaux & Niestlé ; Paris, Librairie de la Suisse française P. Monnerat, 1888.
- Aimé Gentil, illustré de 17 dessins de l'Auteur, Neuchâtel, Delachaux & Nestlé ; Paris, P. Monnerat, 1889.
- Récits du cosandier : quatre nouvelles, illustré de 51 dessins de l'auteur, Neuchâtel, Delachaux et Niestlé ; Paris, P. Monnerat, 1890.
- Le Solitaire des Sagnes, illustré de 56 dessins de l'auteur, Neuchâtel, Delachaux & Niestlé ; Paris, Grassart, 1893.
- Maître Raymond de Loeuvre : un magister au XVIme siècle, illustré de 54 dessins de l'auteur,  Neuchâtel, Delachaux et Niestlé ; Paris, Grassart, 1895.
- Gens de cœur : récits du Foyer, Neuchâtel, Delachaux et Niestlé ; Paris, Grassart, 1896.
- L'Héritage de Blaise, illustré de 51 dessins de l'auteur, Neuchâtel, Delachaux et Niestlé ; Paris, Grassart, 1897.
- Récits de chez nous, Neuchâtel, Delachaux & Niestlé ; Paris, Grassart, 1898.
- Constant : nouvelle, Neuchâtel, Delachaux et Niestlé ; Paris, Fischbacher, 1900.
- Derniers récits, Neuchâtel, Delachaux & Niestlé, 1907.
- Madame l'Ancienne, illustré de 51 dessins de l'auteur, Neuchâtel, Delachaux et Niestlé, 1908.

## Hommages
Boudry et Bôle, toutes deux communes du canton de Neuchâtel dans lesquelles a vécu Oscar Huguenin, ont une rue qui porte son nom.
Le Musée régional de La Sagne propose une salle d'exposition permanente en son honneur,.